# Changements de noms de paroisses et communes du Loiret
La page Changements de noms de paroisses et communes du Loiret répertorie les changements de noms de paroisses et de communes survenus dans le département français du Loiret.

## Changements de nom
| Code INSEE | Dénomination actuelle       | Dénomination précédente                   | Date du changement | Texte de référence |
| ---------- | --------------------------- | ----------------------------------------- | ------------------ | --- |
| 45003      | Allainville-en-Beauce       | Allainville                               | 1919               | Décret du 5 août 1919 |
| 45009      | Aschères-le-Marché          | Aschères                                  | 1896               | Décret du 28 août 1896 |
| 45015      | Autruy-sur-Juine            | Autruy                                    | 1902               | Décret du 30 juillet 1902 |
| 45016      | Autry-le-Châtel             | Autry                                     | 1878               | Décret du 15 mars 1878 |
| 45017      | Auvilliers-en-Gâtinais      | Auvilliers                                | 1919               | Décret du 5 août 1919 |
| 45021      | Barville-en-Gâtinais        | Barville                                  | 1919               | Décret du 5 août 1919 |
| 45022      | Batilly-en-Gâtinais         | Batilly                                   | 1908               | Décret du 11 décembre 1908 |
| 45023      | Batilly-en-Puisaye          | Batilly                                   | 1919               | Décret du 5 août 1919 |
| 45027      | Beauchamps-sur-Huillard     | Beauchamps                                | 1918               | Décret du 30 novembre 1918 |
| 45029      | Beaulieu-sur-Loire          | Beaulieu                                  | 18 mars 1988       | Décret du 10 mars 1988 |
| 45030      | Beaune-la-Rolande           | Beaune                                    | 1823               | Ordonnance du 27 août 1823 |
| 45030      | Bellegarde                  | Soisy-aux-Loges                           | XVIe siècle        | lettres patentes du 26 juillet 1645 |
| 45031      | Bellegarde                  | Choisy-aux-Loges                          | 6 août 1645        | Cf. conférence sur l'art héraldique, donnée le 12 janvier 1923 par M. Bonpain, secr. Gal de la ss-préf., devant la Société d'émulation                                               |
| 45032      | Le Bignon-Mirabeau          | Le Bignon                                 | 1881               | Décret du 13 décembre 1881 |
| 45033      | Boësses                     | Boësse                                    | 4 février 2001     | décret du 1er février 2001 |
| 45034      | Boigny-sur-Bionne           | Boigny                                    | 1933               | Décret du 21 février 1933 |
| 45041      | Bordeaux-en-Gâtinais        | Bordeaux                                  | 1921               | Décret du 2 juillet 1921 |
| 45044      | Bougy-lez-Neuville          | Bougy                                     | 1918               | Décret du 30 novembre 1918 |
| 45045      | Bouilly-en-Gâtinais         | Bouilly                                   | 1933               | Décret du 21 février 1933 |
| 45046      | Boulay-les-Barres           | Boulay                                    | 1933               | Décret du 21 février 1933 |
| 45049      | Bouzy-la-Forêt              | Bouzy                                     | 1933               | Décret du 21 février 1933 |
| 45051      | Bray-en-Val                 | Bray                                      | 1933               | Décret du 21 février 1933 |
| 45064      | Cernoy-en-Berry             | Cernoy                                    | 1933               | Décret du 21 février 1933 |
| 45065      | Césarville-Dossainville     | Césarville                                | 1er janvier 1978   | arrêté préfectoral du 2 décembre 1977, fusion-association transformée en fusion simple                                                                                               |
| 45066      | Chailly-en-Gâtinais         | Chailly                                   | 1933               | Décret du 21 février 1933 |
| 45068      | Châlette-sur-Loing          | Châlette                                  | 1933               | Décret du 21 février 1933 |
| 45069      | Chambon-la-Forêt            | Chambon                                   | 1913               | Décret du 2 avril 1913 |
| 45080      | Charmont-en-Beauce          | Charmont                                  | 1933               | Décret du 21 février 1933 |
| 45083      | Château-Renard              | Châteaurenard                             | 19 novembre 1998   | décret du 16 novembre 1998 |
| 45085      | Châtillon-Coligny           | Châtillon-sur-Loing                       | 1896               | Décret du 17 août 1896 |
| 45092      | Chevillon-sur-Huillard      | Chevillon                                 | 1918               | Décret du 30 novembre 1918 |
| 45094      | Chevry-sous-le-Bignon       | Chevry                                    | 1933               | Décret du 21 février 1933. On trouve au XVIIe siècle des actes notariés qui mentionnent la dénomination actuelle.                                                                    |
| 45098      | Cléry-Saint-André           | Cléry                                     | 1918               | Décret du 30 novembre 1918. Saint-André fut une paroisse puis une commune indépendante jusqu'en l'an III, année de son absorption par Cléry.                                         |
| 45102      | Conflans-sur-Loing          | Conflans                                  | 1919               | Décret du 5 août 1919 |
| 45111      | Courcy-aux-Loges            | Courcy                                    | 1919               | Décret du 5 août 1919 |
| 45118      | Crottes-en-Pithiverais      | Crottes                                   | 1919               | Décret du 5 août 1919 |
| 45122      | Dampierre-en-Burly          | Dampierre                                 | 1919               | Décret du 5 août 1919 |
| 45134      | Épieds-en-Beauce            | Épieds                                    | 1919               | Décret du 5 août 1919 |
| 45143      | Feins-en-Gâtinais           | Feins                                     | 1919               | Décret du 5 août 1919 |
| 45145      | Ferrières-en-Gâtinais       | Ferrières                                 | 4 février 2001     | décret du 1er février 2001, mais on trouve au XVIIe siècle des actes notariés qui mentionnent la dénomination actuelle, qui est attestée d'usage courant tout au long du XXe siècle. |
| 45147      | Fleury-les-Aubrais          | indifféremment Fleury ou Fleury-aux-Choux | 1907               | Décret du 15 novembre 1907 |
| 45148      | Fontenay-sur-Loing          | Fontenay                                  | 19 janvier 1957    | décret du 14 janvier 1957 |
| 45150      | Fréville-du-Gâtinais        | Fréville                                  | 1933               | Décret du 21 février 1933 |
| 45160      | Greneville-en-Beauce        | Greneville                                | 1939               | Décret du 1er avril 1939 |
| 45179      | Lailly-en-Val               | Lailly                                    | 1918               | Décret du 30 novembre 1918 |
| 45197      | Marigny-les-Usages          | Marigny                                   | 1919               | Décret du 5 août 1919 |
| 45204      | Mézières-lez-Cléry          | Mézières                                  | 1918               | Décret du 30 novembre 1918 |
| 45205      | Mézières-en-Gâtinais        | Mézières                                  | 1939               | Décret du 13 août 1939 |
| 45216      | Mormant-sur-Vernisson       | Mormant                                   | 1933               | Décret du 21 février 1933 |
| 45217      | Morville-en-Beauce          | Morville                                  | 1919               | Décret du 5 août 1919 |
| 45218      | Le Moulinet-sur-Solin       | Le Moulinet                               | 1933               | Décret du 21 février 1933 |
| 45220      | Nancray-sur-Rimarde         | Nancray                                   | 1919               | Décret du 5 août 1919 |
| 45225      | La Neuville-sur-Essonne     | La Neuville                               | 1919               | Décret du 5 août 1919 |
| 45233      | Ondreville-sur-Essonne      | Ondreville                                | 1919               | Décret du 5 août 1919 |
| 45236      | Orveau-Bellesauve           | Orveau                                    | 1933               | Décret du 21 février 1933 |
| 45238      | Ousson-sur-Loire            | Ousson                                    | 27 décembre 1956   | décret du 20 décembre 1956 |
| 45239      | Oussoy-en-Gâtinais          | Oussoy                                    | 1937               | Décret du 21 novembre 1937 |
| 45250      | Pers-en-Gâtinais            | Pers                                      | 1933               | Décret du 21 février 1933 |
| 45254      | Poilly-lez-Gien             | Poilly                                    | 1918               | Décret du 30 novembre 1918 |
| 45257      | Pressigny-les-Pins          | Pressigny                                 | 1919               | Décret du 5 août 1919 |
| 45259      | Quiers-sur-Bezonde          | Quiers                                    | 1919               | Décret du 5 août 1919 |
| 45263      | Rouvres-Saint-Jean          | Rouvres                                   | 1919               | Décret du 5 août 1919 |
| 45264      | Rozières-en-Beauce          | Rozières                                  | 1918               | Décret du 30 novembre 1918 |
| 45271      | Saint-Brisson-sur-Loire     | Saint-Brisson                             | 1919               | Décret du 5 août 1919 |
| 45289      | Saint-Lyé-la-Forêt          | Saint-Lyé                                 | 1919               | Décret du 5 août 1919 |
| 45297      | Saint-Père-sur-Loire        | Saint-Père                                | 1918               | Décret du 30 novembre 1918 |
| 45303      | Sceaux-du-Gâtinais          | Sceaux                                    | 1905               | Décret du 29 décembre 1905 |
| 45328      | Treilles-en-Gâtinais        | Treilles                                  | 1918               | Décret du 30 novembre 1918 |
| 45331      | Vannes-sur-Cosson           | Vannes                                    | 1911               | Décret du 23 juillet 1907 |
| 45332      | Varennes-en-Gâtinais        | Varennes                                  | 1933               | Décret du 21 février 1933 |
| 45332      | Varennes-Changy             | Varennes-en-Gâtinais                      | 1er janvier 1971   | arrêté préfectoral du 5 octobre 1970, fusion simple |
| 45334      | Vieilles-Maisons-sur-Joudry | Vieilles-Maisons                          | 1918               | Décret du 30 novembre 1918 |

## Dénomination alternatives d'usage courant ou plus rare
Il y a deux communes candidates à un changement de nom sinon probable, du moins pas impossible : Corbeilles et Gondreville, respectivement appelées, depuis des décennies et de manière très courante, Corbeilles-en-Gâtinais et Gondreville-la-Franche